# Centropogon david-smithii
Centropogon david-smithii är en klockväxtart som beskrevs av Thomas G. Lammers. Centropogon david-smithii ingår i släktet Centropogon och familjen klockväxter. Inga underarter finns listade i Catalogue of Life.